# Hubert Spierling
Hubert Spierling (* 6. Juli 1925 in Bösperde bei Menden (Sauerland); † 28. April 2018 in Krefeld-Kliedbruch) war ein deutscher Maler und Glasmaler. Er gilt als einer der wichtigsten Vertreter der Glasmalerei in Deutschland nach 1945.

## Leben
Hubert Spierling studierte 1941 angewandte Malerei an der Meisterschule des deutschen Handwerks in Hamburg und 1942 an der Meisterschule des gestaltenden Handwerks in Dortmund. Kriegsbedingt setzte er sein Studium 1946 an der Werkkunstschule Düsseldorf fort, an der er es 1949 abschloss. 1949 begann er als Meisterschüler von Gustav Fünders ein Zweitstudium in Glasmalerei und Mosaik an der Werkkunstschule Krefeld, das er 1954 abschloss. Im gleichen Jahr heiratete er seine Frau Paula und lebte seitdem freischaffend in Krefeld.
Im Zuge des Wiederaufbaus und Neubaus zahlreicher sakraler Bauten nach dem Zweiten Weltkrieg leistete er mit anderen Glaskünstlern seiner Generation einen bedeutenden Beitrag zum künstlerischen Weltruf der modernen deutschen Glasmalerei. Er arbeitete mit bedeutenden Kirchenbaumeistern wie Hans Schilling, Rudolf Schwarz, Hans Schwippert und Emil Steffann zusammen.
Schwerpunkt seiner Arbeitsweise war vor allem die klare Bezugnahme auf den umgebenden Raum, seinem Farbumfeld und seiner Lichtgebung, der weniger als Rahmen, sondern als Bestandteil des Kunstwerkes erfasst worden ist. Ausgehend von der internationalen Moderne, insbesondere auch der zeitgenössischen französischen Kunst, und beeinflusst von Glasmalern wie Johan Thorn Prikker und Georg Meistermann, entwickelte er einen eigenen abstrakten Stil. Als Kennzeichnend für sein Werk gilt eine sachlich kühne Atmosphäre, in der eine kraftvolle Formensprache aus schollenartigen Flächenverbänden, differenzierten Farbflächen und virtuoser Linienführung durch die Bleirute bestimmend ist.
Sein Œuvre umfasst neben der Glasmalerei auch die freie Malerei, die Wandmalerei, das Mosaik und die Textilkunst, die sich wiederum insbesondere in der Gestaltung von Paramenten äußerte. Von 1956 an unterwies er regelmäßig die Benediktinerinnen der Paramentenwerkstatt der Abtei Mariendonk in Fragen künstlerischer Textilgestaltung.
Spierling schuf figürliche und abstrakte Bleiglasfenster. Er begann mit figürlichen Heiligendarstellungen, z. B. bei St. Agnes in Hamm im Jahr 1953/54. Moderne Fenster im Chorschluss stellen Christus als Erlöser zwischen Maria und Johannes dar, umgeben von den zwölf Aposteln in den rechts und links befindlichen Fenstern. Seine erste eigenständig ausgeführte Auftragsarbeit ist das 1949 geschaffene Rundfenster über dem Hauptportal der katholischen Kirche St. Elisabeth in Kirchhundem-Benolpe. Spierling wurde nach und nach abstrakter, wie es sich an der 1957 geschaffenen Apokalypse in St. Liebfrauen in Dortmund sehen lässt.
1959/60 schuf Spierling für die vom Viersener Architekten Heinz Döhmen entworfene erste transportable Kirche Deutschlands, St. Hubertus in Krefeld, ein 24 Meter langes umlaufendes und bis zu 2,20 Meter hohes Glasband aus überwiegend weißen, grauen und blauen Scheiben. Der Bau als Ganzes wird so sichtbarer Ausdruck des Bildes von der Kirche als „Zelt Gottes unter den Menschen“. 1964 nahm er an der glaskünstlerischen Ausgestaltung der Benediktinerabtei Königsmünster in Meschede teil. 1966 gestaltete er die monumentalen Betonglaswände für die Pfarrkirche St. Kilian in Paderborn. 1967 entwarf er zwei abstrakte Hochchorfenster für die Abtei Maria Laach.
1973 bezog er ein von Heinz Döhmen entworfenes Atelier- und Wohnhaus im Krefelder Norden. Von 1979 bis 1992 wurde ein biblischer Fensterzyklus für St. Dionysius in Krefeld ausgeführt.
1986 war er Drittplatzierter beim Wettbewerb zur Neuverglasung der Frankfurter Paulskirche nach deren Wiederaufbau durch Rudolf Schwarz. 1994 gestaltete er drei Fenster für den Ostchor des Limburger Doms. 1996 wurde ein großes Bogenfenster für die Vorhalle des Krefeld Hauptbahnhofes ausgeführt. Ein Spätwerk bilden die drei 2013 entworfenen Chorfenster für die Konventskirche St. Cäcilia in Krefeld-Hüls, sowie drei unterschiedlich große Glasfenster für den gotische Chorraum der Kirche St. Marien in Questenberg, die 2013 eingebaut wurden, und zuletzt 2018 die drei Bleiglasfenster für die romanische Kirche St. Johannes in Grimme.
Spierling liegt auf dem Waldfriedhof in Krefeld-Verberg begraben.

## Werke

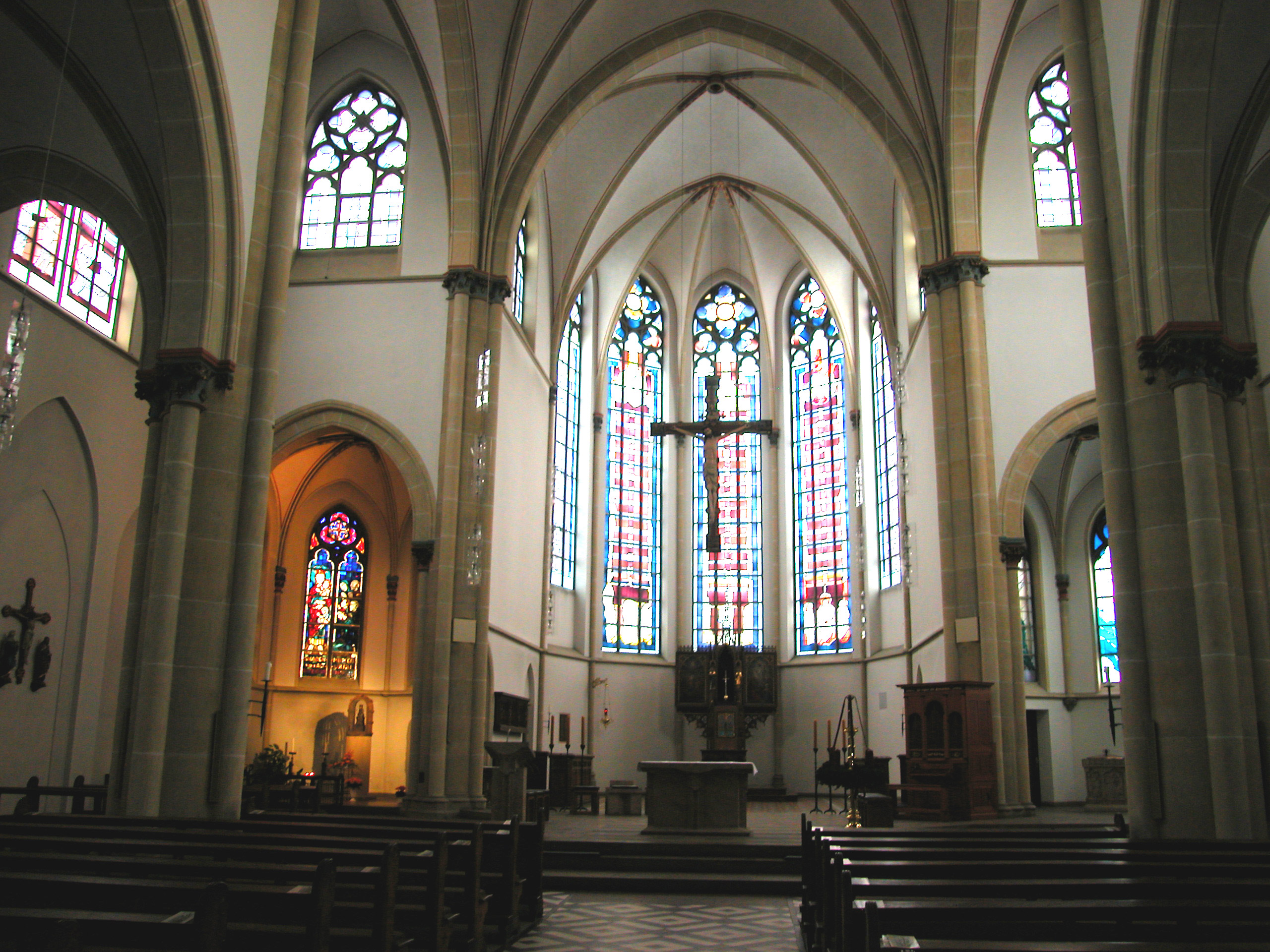
Chor von St. Marien in Lünen

- Liebfrauenkirche Duisburg-Mitte (1959): Betondickglaswand in der Unterkirche
- Heilig-Kreuz in Menden (1960–77)
- St. Lambertus in Erkelenz,  (1964) Die neue Schöpfung, (1967) Das Lamm im Himmlischen Jerusalem
- Abteikirche der Benediktinerabtei Maria Laach (1967)
- St. Matthäus in Brühl-Vochem (1972)
- St. Albertus in Mönchengladbach (1976)
- Prosper-Hospital in Recklinghausen (1980): Drei Fensterwände in der Kapelle
- St. Hippolytus in Gelsenkirchen-Horst (ab 1980): 20 Langhausfenster
- St. Dionysius in Krefeld (1981–84, 1993): Fenstergruppe im südlichen Querhaus mit dem Thema Eucharistie
- Pfarrkirche Heilige Familie in  Düsseldorf (1985)
- Klosterkirche Maria Lind in Braunsrath (1985)
- St. Matthias und St. Andreas in Lich-Steinstraß (1988)
- St. Georgs-Dom zu Limburg (1994)
- Kapelle Marienberg in Neuss (1999)
- St. Marien in Lünen (1988–2000)
- St. Sixtus in Haltern: Motivfenster der Querhausarme
- Rosette Apostelkirche (Münster)
- St. Patrokli in Soest (2005): Drei Fenster im Marienchor zum Thema Lauretanische Litanei
- Alt St. Peter in Körrenzig[19]
- St. Cyriakus in Krefeld-Hüls (2009)
- St. Maria Himmelfahrt in Mülheim an der Ruhr (2010)
- St. Cäcilia (Krefeld)|St. Cäcilia in Krefeld-Hüls (2013)
- St. Johannes in Grimme (2018)

## Auszeichnungen
- 1977: Kunstpreis der Stadt Menden
- 1985: Ehrenplakette der Stadt Krefeld
- 1993: Johan Thorn-Prikker-Plakette der Stadt Krefeld.